# Cávea

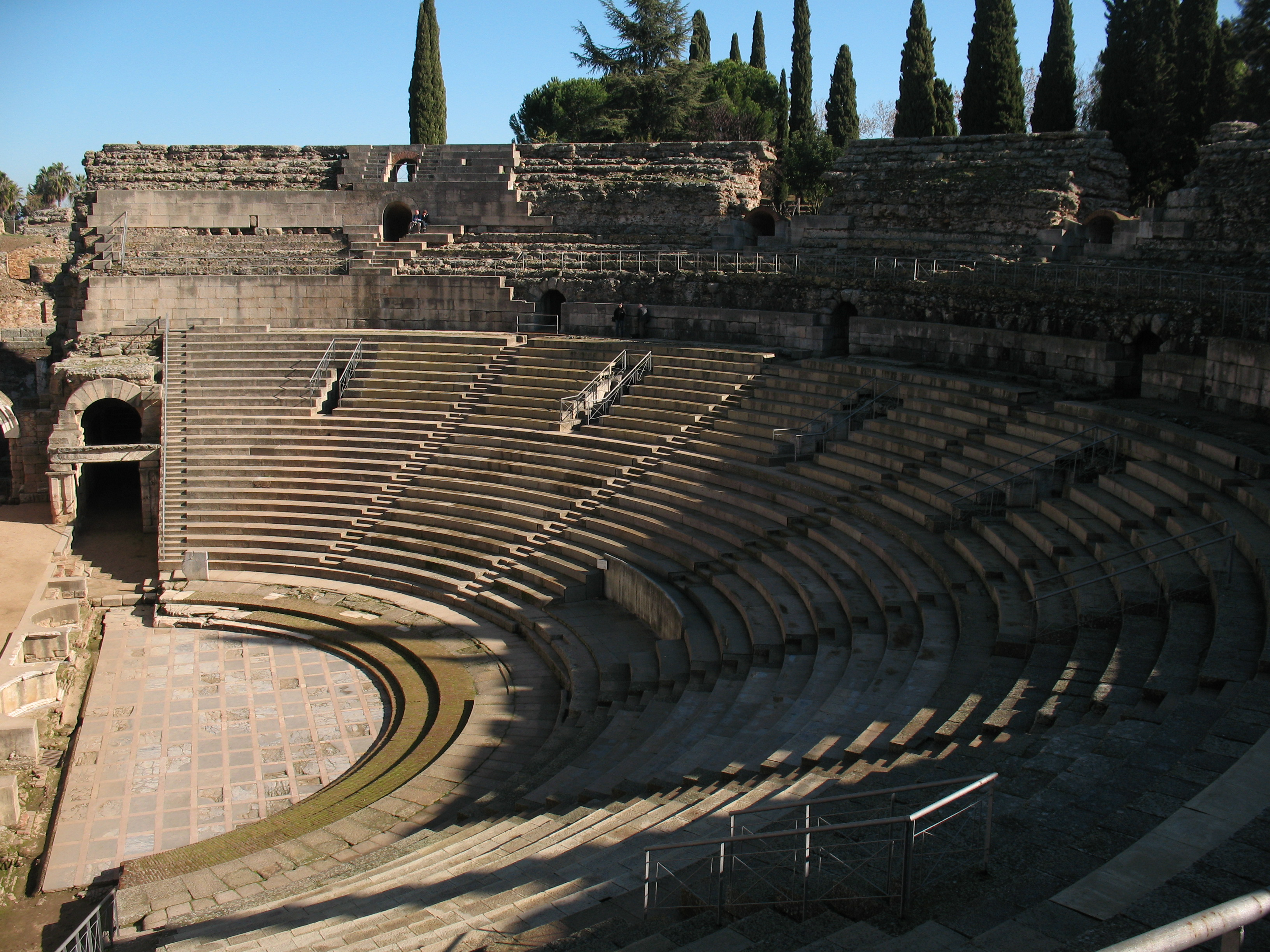
Cávea do teatro romano de Mérida

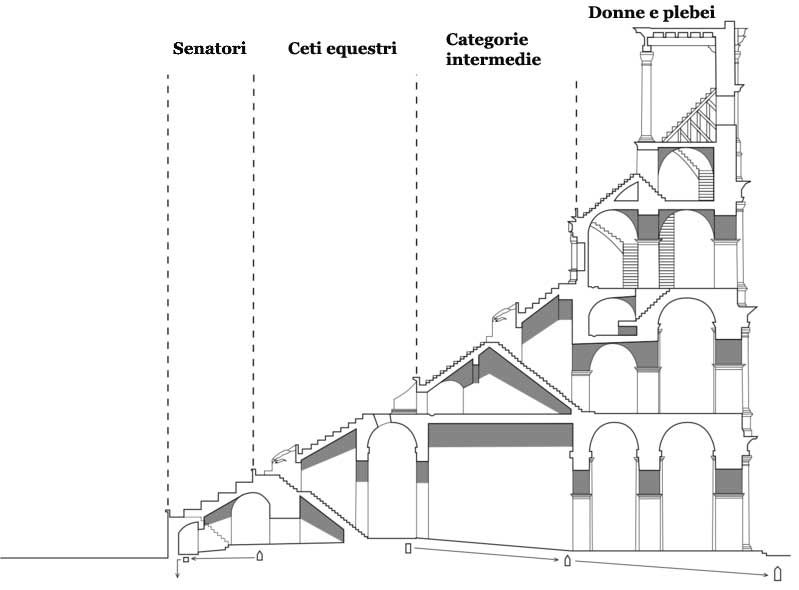
A divisão da cávea do Coliseu em sectores e as diferentes pessoas que a ocupavam

Na Roma Antiga, as cáveas (em latim: cavea) eram celas subterrâneas em que os animais selvagens eram ali confinados antes dos combates na arena dos anfiteatros tomarem inicio.
A cávea também se refere às secções de assentos da área dos espectadores nos teatros romanos. A cávea é tradicionalmente organizada por três secções horizontais, correspondentes à classe social dos espectadores.
- A cávea inferior (cavea ima) - secção mais inferior delimita diretamente a área do espectáculo. Era geralmente preservada aos altos escalões da sociedade.
- A cávea média (cavea mídia) - segue-se acima da cávea inferior, sendo aberta ao público em geral, embora fosse normalmente reservada apenas aos homens.
- A cávea superior (cavea summa) - mais elevada secção, reservada às mulheres e crianças.

A cávea, comum também em teatros romanos, foi ainda utilizada como divisória vertical com cunhas (em latim: cunei; sing. cuneus). A cunha foi um tipo de protecção divisória separada pelas escadas (em latim: scalae).